# Бістаньо
Бістаньо (італ. Bistagno, п'єм. Bistagn) — муніципалітет в Італії, у регіоні П'ємонт, провінція Алессандрія.
Бістаньо розташоване на відстані близько 460 км на північний захід від Рима, 70 км на південний схід від Турина, 35 км на південний захід від Алессандрії.
Населення — 1932 особи (2014).
Щорічний фестиваль відбувається 24 червня. Покровитель — святий Іван Хреститель.

## Демографія
Населення за роками:

Станом на 1 січня 2023 року в муніципалітеті офіційно проживали 164 іноземці з 33 країн, серед них 50 громадян країн Євросоюзу.

## Сусідні муніципалітети
- Кастеллетто-д'Ерро
- Мелаццо
- Монастеро-Борміда
- Монтабоне
- Понті
- Роккетта-Палафеа
- Сессаме
- Терцо